# Bergaris halim
Bergaris halim is een vlinder uit de familie van de Houtboorders (Cossidae). De wetenschappelijke naam van de soort is voor het eerst gepubliceerd in 2011 door Roman Viktorovitsj Jakovlev.
De soort komt voor in Indonesië (Sulawesi).